# Peter Collinson
Peter Collinson (Londres, 28 de enero de 1694–Brentwood, 11 de agosto de 1768) fue un naturalista británico, miembro de la Royal Society y principalmente conocido por su amistad con Benjamin Franklin y su correspondencia acerca de la electricidad.
Era hijo de un comerciante de telas londinense, uniéndose al negocio familiar. Mostró temprano interés en la botánica. Su familia fue parte de la Sociedad religiosa de Amigos (cuáqueros).
En octubre de 1728, Collinson le escribe a Sir Hans Sloane, presidente de la Royal Society, acerca de extraños sucesos que tuvieron lugar en Kent y el 7 de noviembre de 1728 es propuesto a ser electo miembro de la sociedad (que se hizo efectivo a partir del 5 de diciembre del mismo año).
Collinson comercializaba sus telas a los estadounidenses, y a su vez obtuvo de sus contactos comerciales: semillas y plantas. Así comenzó a entender que esas importaciones representaban una fuente potencial de ganancias y así comenzó a importar especímenes botánicos de EE. UU. para los coleccionistas en Gran Bretaña.
Forjó amistades con científicos famosos como Sir Sloane, Carlos Linneo, y Benjamin Franklin.
Falleció de disuria.

## Eponimia
- (Lamiaceae) Collinsonia L.[1]